# کنستانتین پوبدونوستسف
کنستانتین پطروویچ پوبدونوستسف (روسی: Константи́н Петро́вич Победоно́сцев؛ (زاده۲۱ مه ۱۸۲۷، مسکو - ۲۳درگذشته مارس ۱۹۰۷)، سن پترزبورگ) حقوق‌دان روس، دولتمرد و مشاور سه تزار بود. مواضع وی بسیار ارتجاعی بود. وی با دارا بودن مقام دادستانی عالی شورای کلیسای ارشد ارتودوکس روسیه در زمان سلطنت الکساندر سوم روسیه، نقش «عالیجناب خاکستری‌پوش» را در سیاست‌های امپراتوری ایفا می‌کرد، مقام غیر روحانی که سرپرستی کلیسای ارتدکس روسیه را بر عهده داشت.
نوشته‌های وی در سیاست، قانون، هنر و فرهنگ، بر عنصر مثبت اتحاد معنوی و غیرمذهبی روسیه با پذیرش مسیحیت تأکید داشت. وی جنبش‌های دموکراتیک و لیبرال را دشمنان وحدت ملی و مذهبی مردم روسیه به تصویر می‌کشید و آنان را عناصری منفی می‌دانست. پوبدونوستسف می‌گفت که دستیابی به یک جامعه هماهنگ به معنای مسئولیت جمعی حمایت از وحدت سیاسی و مذهبی است، از این رو نظارت دقیق بر رفتار و تفکر روسی ضروری است.

## زندگی
پدر پوبدونوستسف، پیوتر واسیلیویچ پوبدونوستسف، استاد ادبیات دانشگاه ایالتی مسکو بود. در سال ۱۸۴۱، وی پسر ۱۴ ساله خویش را به دانشکده حقوق سن پترزبورگ، که برای آماده‌سازی جوانان برای خدمات مدنی تأسیس شده بود، فرستاد. پس از فارغ‌التحصیلی، کنستانتین پوبدونوستسف با پستی در بخش هشتم مجلس سنای مسکو وارد خدمت عمومی شد. وظیفه این اداره حل و فصل پرونده‌های حقوقی فرمانداری‌های اطراف مسکو بود. وی به سرعت در این اداره ترفیع یافت.
وی از سال ۱۸۶۰ تا ۱۸۶۵، استاد حقوق مدنی دانشگاه ایالتی مسکو بود. در سال ۱۸۶۱ تزار الکساندر دوم از او دعوت کرد تا در تئوری قانون و حکومت را فرزند و جانشینش، نیکلاس، آموزش دهد. نیکلاس جوان در سال ۱۸۶۵ درگذشت و از پوبدونوستسف جهت تدریس برادر نیکلاس الکساندر (تزار آینده الکساندر سوم) دعوت شد. در سال ۱۸۶۶ پوبدونوستسف به صورت دائم به سن پترزبورگ نقل مکان کرد. پوبدونوستسف و تزارویچ تقریباً سی سال و از جمله از زمان به تخت نشستن اکساندر به عنوان تزار در ۱۸۸۱ تا زمان مرگ وی در ۱۸۹۴، بسیار به یکدیگر نزدیک بودند.
وی به عضویت شورای امپراتوری درآمد، و در سال ۱۸۸۰ - دادستان عالی شورای کلیسای ارشد ارتودوکس روسیه شد. در این مقام وی رئیس کلیسای ارتدکس روسیه بود. در زمان سلطنت الکساندر سوم، پوبدونوستسف یکی از با نفوذترین مردان امپراتوری روسیه به‌شمار می‌آمد. وی مغز متفکر مانیفست ۲۹ آوریل ۱۸۸۱ الکساندر در بود. مانیفست سلطنت مطلقه تزلزل‌ناپذیر که اعلام می‌کرد قدرت مطلق تزار غیرقابل تغییر است و در نتیجه بر تلاش‌های لوریس-ملیکوف برای ایجاد یک نهاد نمایندگی در امپراتوری پایان نهاد.
در واقع انتصاب پوبدونوستسف در نخستین روزهای پس از ترور الکساندر دوم منجر به استعفای لوریس-ملیکوف و سایر وزرای مشتاق اصلاحات لیبرال شد. او همیشه یک محافظه کار سازش‌ناپذیر بود و هرگز از بیان جسورانه عقاید قاطع خود چشم پوشی نمی‌کرد. از این رو، در محافل لیبرال او را همیشه به کهنه پرستی، فضل‌فروشی و دشمنی با پیشرفت متهم می‌کردند.
پس از مرگ الکساندر سوم، او بیشتر نفوذ خود را از دست داد. تزار نیکلاس دوم به سیاست روسی سازی پدر خود و حتی گسترش آن تا فنلاند پایبند بود، اما در کل ایده آزار و اذیت مذهبی سیستماتیک را نمی‌پسندید، و کاملاً مخالف کاهش قدرت کلیسا در امور مدنی نبود.

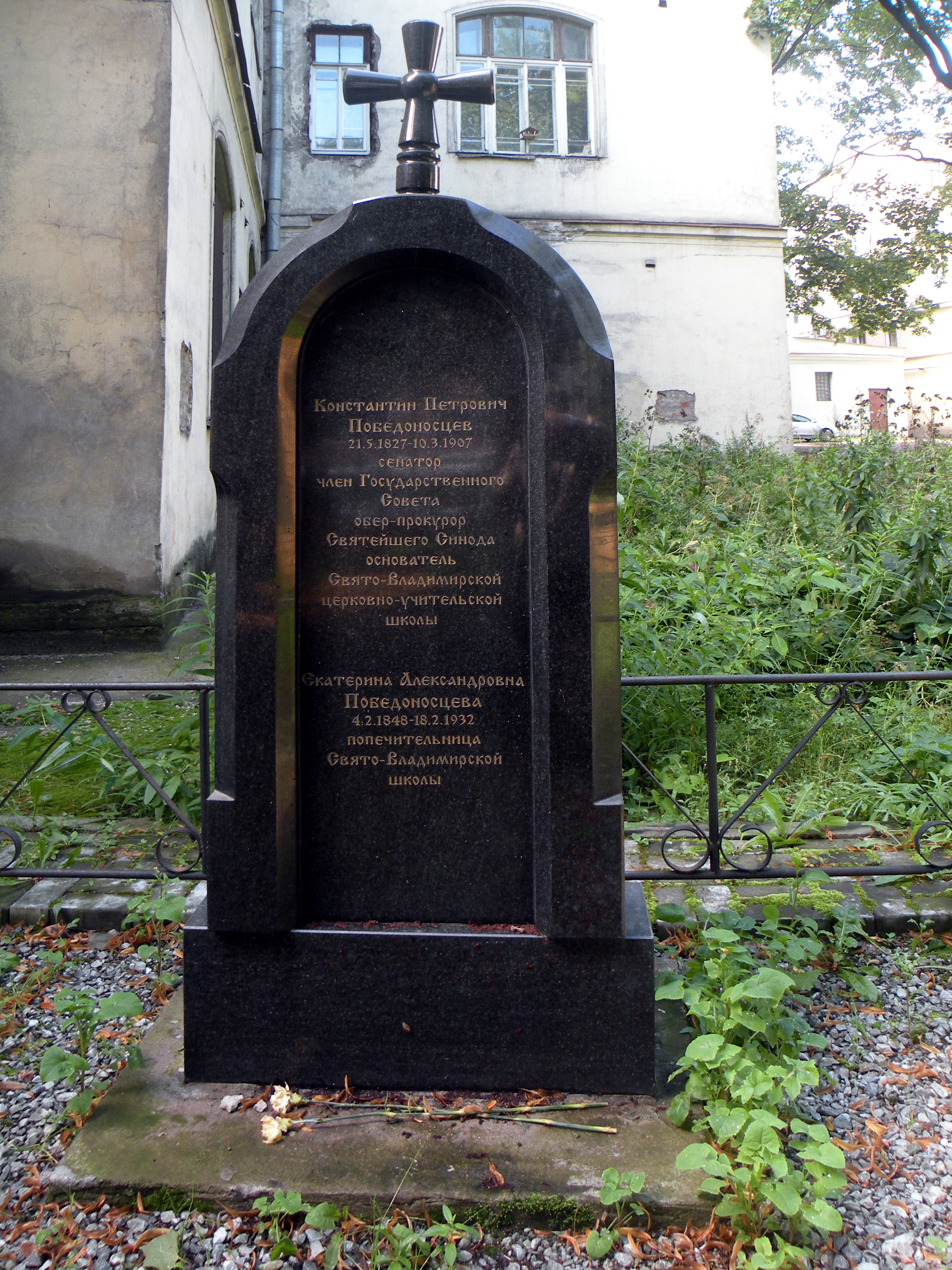
مزار کنستانتین پوبدونوستسف

در سال ۱۹۰۱، سوسیالیستی به نام نیکولای لاگوسکی سعی کرد پوبدونوستسف را ترور کند. تیراندازی از طریق پنجره دفتر پوبدونوستسف صورت گرفت اما نافرجام بود. لاگوسکی به ۶ سال کاتورا (کار اجباری) محکوم شد.
پوبدونوستسف در سال ۱۹۰۱ اقدام به تکفیر تولستوی کرد.
طی انقلاب ۱۹۰۵ روسیه که پس از جنگ با ژاپن به وقوع پیوست، پوبدونوستسف با نزدیک به ۸۰ سال سن از خدمات عمومی بازنشسته شد. وی در ۲۳ مارس ۱۹۰۷ درگذشت.
او در رمان  پترزبورگ(۱۹۱۲) آندری بیلی با شخصیت ابلوخوف سناتور پیر تصویر شده‌است. احتمالاً او همچنین در آنا کارنینا لئو تولستوی با شخصیت الکسی الکساندرویچ کارنین، به تصویر کشیده شده‌است.

## علوم حقوقی
گرچه پوبدونوستسف بیشتر به عنوان یک دولتمرد و متفکر شناخته می‌شود، اما سهم وی در تدوین قانون مدنی روسیه قابل توجه است. وی عموماً به عنوان یکی از باسوادترین حقوقدانان اروپایی قرن نوزدهم شناخته می‌شود. اثر اصلی وی سه جلد «دوره حقوق مدنی» (Курс гражданского права) است که به ترتیب در سال‌های ۱۸۶۸، ۱۸۷۱ و ۱۸۸۰ منتشر شد.
قبل از سال ۱۹۰۵ «انقلاب اول روسیه» این دوره چندین بار با تغییرات جزئی تجدید چاپ شد. این دوره به عنوان راهنمایی برجسته برای وکلا به‌شمار می‌آمد. گفته می‌شود که مطالب این دوره پایهٔ تصمیمات شورای مدنی سنا بوده‌است. دانش عمیق نویسنده در مورد قانون مدنی روسیه منجر به توصیف بسیاری از موسساتی که قبلاً به‌طور کافی کاوش نشده بودند، مانند قانون زمین‌های مشترک شد.
علاوه بر این، پوبدونوستسف در سال ۱۸۶۵ در روزنامهٔ  Moskovskie Vedomosti چندین مقاله ناشناس در در مورد اصلاحات قضایی الکساندر دوم منتشر کرد.

## آموزه‌ها و سیاست‌ها

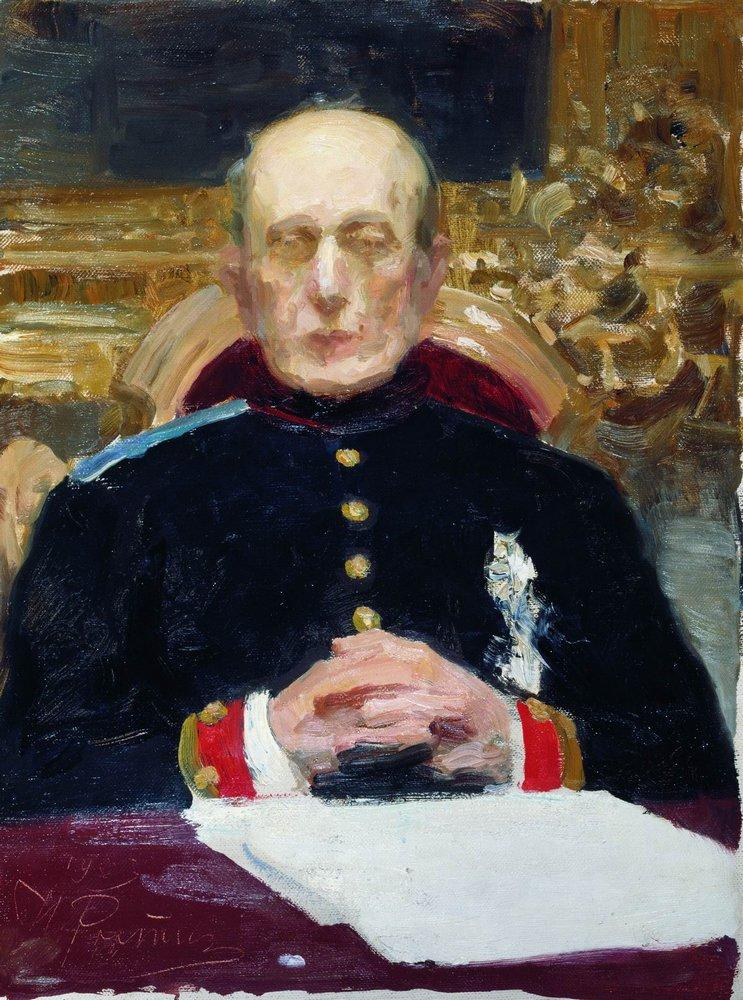
پوبدونوستسف به دلیل چهره نحیف، رنگ پریده و بی‌روح خود شناخته شده بود، این پرتره توسط ایلیا رپین نقاشی شده‌است.

پوبدونوستسف عقیده داشت که سرشت انسان گناهکار است و ایده‌های آزادی و استقلال را به عنوان توهمات خطرناک نیهیلیستی جوانان رد می‌کرد.
وی در «تأملات یک دولتمرد روس» که به سال ۱۸۹۶ منتشر شد، به تبلیغ حکومت مطلقه پرداخته و انتخابات، نمایندگی و دموکراسی، سیستم هیئت منصفه، مطبوعات، آموزش رایگان، خیریه‌ها و اصلاحات اجتماعی را محکوم کرد. وی از دولت نیابتی بیزار بود و مفهوم پارلمان تمام روسیه را تقبیح می‌کرد. او همچنین داروینیسم اجتماعی را به عنوان تعمیمی غلط از تئوری تکامل داروین محکوم می‌نمود.
در سالهای اولیه سلطنت الکساندر دوم، هرچند پوبدونوستسف از اسلاووفیل‌ها دوری می‌کرد، تأکید داشت که نهادهای غربی به خودی خود بسیار بد هستند و برای روسیه کاملاً غیرقابل استفاده‌اند، زیرا ریشه‌ای در تاریخ و فرهنگ روسیه ندارند و با روح مردم روسیه مطابقت ندارند. در آن دوره، وی چندین مقاله در نشریه دوره ای رادیکال الکساندر هرزن صداهایی از روسیه نوشت.
وی دموکراسی را «دیکتاتوری غیرقابل تحمل عوام» محکوم کرد. وی معتقد بود که پارلمان، محاکمه توسط هیئت منصفه، آزادی مطبوعات و آموزش سکولار داروی نامطلوب بیگانه هستند. او همه آنها را در تاملات یک دولتمرد روس به صورتجدی مورد تحلیل قرار داده‌است. او یک بار اظهار داشت که روسیه باید «در زمان یخ بزند» شود و نشانگر تعهد بی قید و شرط وی به استبداد بود.
او این محصولات خطرناک اندیشه غربی را در تقابل با محبوبیت عمومی و احترام توده‌ها به نهادهایی می‌دانست که به آرامی و به‌طور خودکار در طول قرون گذشته زندگی یک ملت پدید آمده‌اند. از نظر او، جامعه انسانی درست مانند رشد یک درخت به‌طور طبیعی تکامل می‌یافت. ذهن انسان قادر به درک منطق رشد اجتماعی نیست. هرگونه تلاش برای اصلاح جامعه، خشونت و جرم است. از جمله نتایج عملی این پیش فرض‌ها، ضرورت حفظ قدرت مطلقه، و ایجاد احترام سنتی بین مردم برای آیین‌های کلیسای ملی است.
در حوزه سیاست عملی، پوبدونوستسف تأثیر قابل توجهی بر سیاست روسی‌سازی الکساندر سوم داشت. این در تبلیغات ملی گرایانه تجلی یافت.

### یهودستیزی
پوبدونوستسف به ویژه در زمان الکساندر سوم توصیه به اقدامات ضدیهودی می‌کرد. اینها اقدامات با اجرای موقت «قوانین ماه مه» آغاز شد که سکونت یهودیان را در مناطق روستایی و اشتتلها حتی درون قلمروی اسکان منع می‌کرد. اجرای قوانین ماه مه به پایان نرسید و تصمیمات بیشتر منجر به اخراج یهودیان از شهرهای بزرگ، اعمال سهمیه شرکت در آموزش عمومی و محرومیت از رای در انتخابات محلی شد.
اقدامات ضدیهودی وی حداقل ممکن است ناشی از انگیزه‌ای شخصی باشد. آرنولد وایت، نویسنده انگلیسی که علاقه‌مند به استعمار کشاورزی یهودیان در آرژانتین بود، با اعتبارنامه‌های بارون د هیرش پوبدونوستسف را ملاقات کرد. پوبدونوستسف به او گفت: "خصوصیات نژاد یهود انگلی است؛ آنان برای تغذیه خود نیاز به حضور نژاد دیگری به عنوان "میزبان "دارند هرچند متکی به خود و گوشه‌گیر به نظر می‌رسند. اگر آنها را از موجودات زنده بگیرید و روی سنگ بگذارید می‌میرند. آنها نمی‌توانند خاک را پرورش دهند." او همچنین در سال ۱۸۹۴ گفت (در این مورد مناقشه وجود دارد) "یک سوم یهودیان مذهب خود را تغییر خواهند داد، یک سوم مهاجرت خواهند کرد، و بقیه از گرسنگی خواهند مرد". (روسی: "Одна заштиь вымрет، одна выселится، одна заштитаь бесследно растворится в окружающем населении")

### سیاست‌های کلیسا
پوبدونوستسف همیشه مرتجع نبود. او در ابتدا از اصلاحات بزرگی که تزار الکساندر دوم در دهه ۱۸۶۰–۱۸۷۰ انجام داد استقبال کرد. با این حال، او خیلی سریع از تضعیف املاک روستایی و بوروکراسی تزاری نگران شد. وی به این نتیجه رسید که برای بازگرداندن ثبات به روسیه، وحدت روحانی عمیق‌تری تزار و مردمش نیاز است. هنگامی که الکساندر سوم در سال ۱۸۸۱ به سلطنت رسید، پوبدونوستسف سریعاً نفوذ بسیاری در امور کلیسا و دولت بدست آورد. وی برای برقراری نظم، همه تلاشهای اصلاحات را سرکوب کرد. اصلاحات دهه ۱۸۶۰ نقش پروتستان‌ها و سایر مذاهب غیر ارتدکس را قانونی کرده بود. پوبدونوستسف اظهار داشت که روسیه به انحصار ارتدکس نیاز دارد. با این حال، او در مبارزهٔ خود علیه مذاهب غیر ارتدکس نتوانست بر مقامات مدنی، مقامات قضایی و اداره مذهبی پیروز شود. در نتیجه، سیاست‌های او که هدف او از آنان اتحاد بود، در عمل باعث ایجاد اختلاف و خشونت شد و در درار مدت منجر به سقوط امپراتوری روسیه گشت.
پوبدونوستسف ضمن محدود کردن استقلال کلیسا، برنامه‌ای اجتماعی برای آن تدوین کرد. وی اقدامات سرکوبگرانه‌ای را علیه غیر ارتدکس اعمال کرد. وی اصلاحاتی اساسی در کلیسا انجام داد، اما این اصلاحات منجر به کلیسایی شدند که تا سال ۱۹۰۰ در بوروکراسی گنجانیده شد، از جهات مختلف با جامعه بیگانه شد، نسبت به مقامات سکولار خشمگین شد و اتحاد خود را در داخل از دست داد. رکود در کلیسا و سیاست‌های دولت تا زمانی که پوبدونوستف در سال ۱۹۰۵ بازنشسته شد، غالب بود. پولونف معتقد است که تلاش‌های پوبدونوستسف برای تحمیل موانع محافظه کارانه در اصلاحات و دشمنی وی با نوآوری در بلند مدت تنها موجب تضعیف دولت استبدادی از درون شد.

## آثار
- تأملات یک دولتمرد روس اثر کنستانتین پتروویچ پوبدونوستسف. منتشر شده توسط جی. ریچاردز، ۱۸۹۸. انتشارات دانشگاه میشیگان. 1964 شابک 0-472-06104-6.
- "روسیه و آموزش عمومس"، نشریه آمریکای شمالی ، جلد. ۱۷۳، شماره ۵۳۸، سپتامبر ۱۹۰۱.